# Родригес Хурадо, Артуро
Артуро Родригес Хурадо (исп. Arturo J. Rodríguez Jurado, 26 мая 1907, Сан-Луис — 22 ноября 1982, Буэнос-Айрес) — аргентинский боксер, завоевавший золотую медаль в супертяжелом весе на Олимпийских играх 1928 года в Амстердаме. Прозвище — «Эль-Моно».

## Карьера
В составе сборной Аргентины участвовал в летних Олимпийских играх 1924 года, проходивших в Париже. Проиграл в первом же поединке датчанину Тиге Петерсену по решению судей. В итоге датчанин получил серебряную медаль.
На Олимпийских играх 1928 года выступление было успешным: Артуро Родригес был награждён золотой медалью. В четырёх поединках он одержал верх над соперником. В последнем из них, в финале, победа была одержана над шведом Нильсом Раммом, который был нокаутирован. Это была одна из трёх золотых медалей сборной Аргентины на Олимпийских играх в Амстердаме.